# Оризаба (Оризаба, Веракруз)
Оризаба (шп. Orizaba) насеље је у Мексику у савезној држави Веракруз у општини Оризаба. Насеље се налази на надморској висини од 1235 м.

## Становништво
Према подацима из 2010. године у насељу је живело 120844 становника.

### Хронологија
| Година       | 2000                   | 2005                   | 2010                   |
| ------------ | ---------------------- | ---------------------- | ---------------------- |
| Становништво | 118552 (55183 / 63369) | 117273 (54383 / 62890) | 120844 (55772 / 65072) |

### Попис
| \| \| м \| \| \| ж \| \| 0—2 \| 2.563 \| \| \| 2.558 \| \| 3—5 \| 2.685 \| \| \| 2.718 \| \| 6—11 \| 5.745 \| \| \| 5.515 \| \| 12—14 \| 2.759 \| \| \| 2.748 \| \| 15—17 \| 2.932 \| \| \| 2.992 \| \| 18—24 \| 6.902 \| \| \| 7.240 \| \| 60+ \| 6.874 \| \| \| 9.885 \| \| Просек : \| 31,7 \| \| \| 33,9 \| |       |  |  |       |
| |       |  |  |       |
| | м     |  |  | ж     |
| 0—2 | 2.563 |  |  | 2.558 |
| 3—5 | 2.685 |  |  | 2.718 |
| 6—11 | 5.745 |  |  | 5.515 |
| 12—14 | 2.759 |  |  | 2.748 |
| 15—17 | 2.932 |  |  | 2.992 |
| 18—24 | 6.902 |  |  | 7.240 |
| 60+ | 6.874 |  |  | 9.885 |
| Просек : | 31,7  |  |  | 33,9  |

| #   | Индикатор                                                                                        | Вредност |
| --- | ------------------------------------------------------------------------------------------------ | -------- |
| 1   | Становништво од 0 до 2 године                                                                    | 5121     |
| 2   | Мушко становништво од 0 до 2 године                                                              | 2563     |
| 3   | Женско становништво од 0 до 2 године                                                             | 2558     |
| 4   | Становништво са 3 и више година                                                                  | 113615   |
| 5   | Мушко становништво са 3 и више година                                                            | 52155    |
| 6   | Женско становништво са 3 и више година                                                           | 61460    |
| 7   | Становништво са 5 и више година                                                                  | 110033   |
| 8   | Мушко становништво са 5 и више година                                                            | 50420    |
| 9   | Женско становништво са 5 и више година                                                           | 59613    |
| 10  | Становништво са 12 и више година                                                                 | 96952    |
| 11  | Мушко становништво са 12 и више година                                                           | 43725    |
| 12  | Женско становништво са 12 и више година                                                          | 53227    |
| 13  | Становништво са 15 и више година                                                                 | 91445    |
| 14  | Мушко становништво са 15 и више година                                                           | 40966    |
| 15  | Женско становништво са 15 и више година                                                          | 50479    |
| 16  | Становништво са 18 и више година                                                                 | 85521    |
| 17  | Мушко становништво са 18 и више година                                                           | 38034    |
| 18  | Женско становништво са 18 и више година                                                          | 47487    |
| 19  | Становништво од 3 до 5 година                                                                    | 5403     |
| 20  | Мушко становништво од 3 до 5 година                                                              | 2685     |
| 21  | Женско становништво од 3 до 5 година                                                             | 2718     |
| 22  | Становништво од 6 до 11 година                                                                   | 11260    |
| 23  | Мушко становништво од 6 до 11 година                                                             | 5745     |
| 24  | Женско становништво од 6 до 11 година                                                            | 5515     |
| 25  | Становништво од 8 до 14 година                                                                   | 12915    |
| 26  | Мушко становништво од 8 до 14 година                                                             | 6548     |
| 27  | Женско становништво од 8 до 14 година                                                            | 6367     |
| 28  | Становништво од 12 до 14 година                                                                  | 5507     |
| 29  | Мушко становништво од 12 до 14 година                                                            | 2759     |
| 30  | Женско становништво од 12 до 14 година                                                           | 2748     |
| 31  | Становништво од 15 до 17 година                                                                  | 5924     |
| 32  | Мушко становништво од 15 до 17 година                                                            | 2932     |
| 33  | Женско становништво од 15 до 17 година                                                           | 2992     |
| 34  | Становништво од 18 до 24 године                                                                  | 14142    |
| 35  | Мушко становништво од 18 до 24 године                                                            | 6902     |
| 36  | Женско становништво од 18 до 24 године                                                           | 7240     |
| 37  | Женско становништво од 15 до 49 година                                                           | 33339    |
| 38  | Становништво са 60 и више година                                                                 | 16759    |
| 39  | Мушко становништво са 60 и више година                                                           | 6874     |
| 40  | Женско становништво са 60 и више година                                                          | 9885     |
| 41  | Однос између мушкараца и жена                                                                    | 85.71    |
| 42  | Становништво од нуле до 14 година                                                                | 27291    |
| 43  | Становништво од 15 до 64 године                                                                  | 79478    |
| 44  | Становништво од 65 година и више                                                                 | 11967    |
| 45  | Просечан број деце                                                                               | 1.94     |
| 46  | Становништво рођено у ентитету                                                                   | 105850   |
| 47  | Мушко становништво рођено у ентитету                                                             | 49024    |
| 48  | Женско становништво рођено у ентитету                                                            | 56826    |
| 49  | Становништво рођено у другом ентитету                                                            | 12308    |
| 50  | Мушко становништво рођено у другом ентитету                                                      | 5418     |
| 51  | Женско становништво рођено у другом ентитету                                                     | 6890     |
| 52  | Становништво од 5 година и више резидентно у ентитету у јуну 2005. године                        | 106056   |
| 53  | Мушко становништво старосног доба од 5 година и више, резидентно у ентитету у јуну 2005. године  | 48350    |
| 54  | Женско становништво старосног доба од 5 и више година, резидентно у ентитету у јуну 2005. године | 57706    |
| 55  | Становништво од 5 година и више које је живело у другом ентитету у јуну 2005. године             | 3001     |
| 56  | Мушко становништво старије од 5 година које је живело у другом ентитету у јуну 2005. године      | 1502     |
| 57  | Женско становништво старије од 5 година које је живело у другом ентитету у јуну 2005. године     | 1499     |
| 58  | Становништво од 3 године и више које говори аутохтони језик                                      | 2282     |
| 59  | Мушко становништво старо 3 године и више које говори аутохтони језик                             | 972      |
| 60  | Женско становништво старо 3 године и више које говори аутохтони језик                            | 1310     |
| 61  | Становништво од 3 године и више које говори аутохтони језик и не говори шпански језик            | 9        |
| 62  | Мушко становништво старо 3 године и више које говори аутохтони језик и не говори шпански         | 1        |
| 63  | Женско становништво старо 3 године и више које говори аутохтони језик и не говори шпански језик  | 8        |
| 64  | Становништво старо 3 године и више које говори аутохтони језик и шпански                         | 2051     |
| 65  | Мушко становништво старо 3 године и више које говори аутохтони језик и шпански                   | 872      |
| 66  | Женско становништво старо 3 године и више које говори аутохтони језик и шпански                  | 1179     |
| 67  | Становништво од 5 година и више које говори аутохтони језик                                      | 2273     |
| 68  | Становништво од 5 година и више које говори аутохтони језик и не говори шпански језик            | 9        |
| 69  | Становништво од 5 година и више које говори аутохтони језик и говори шпански језик               | 2049     |
| 70  | Становништво у домородачким домаћинствима                                                        | 5111     |
| 71  | Становништво са ограничењима у активностима                                                      | 6059     |
| 72  | Становништво са ограниченим ходањем или кретањем, горе или доле                                  | 3548     |
| 73  | Становници са ограничењима вида, чак и уз кориштење сочива                                       | 1736     |
| 74  | Становништво са ограничењима говора, комуникације или конверзације                               | 501      |
| 75  | Становништво са ограниченим слухом                                                               | 831      |
| 76  | Становништво са ограничењима при одевању, купању или јелу                                        | 411      |
| 77  | Становништво са ограничењима у опажању или учењу једноставних ствари                             | 244      |
| 78  | Становништво са менталним ограничењима                                                           | 544      |
| 79  | Становништво без ограничења активности                                                           | 112307   |
| 80  | Становништво од 3 до 5 година које не похађа школу                                               | 2114     |
| 81  | Мушко становништво од 3 до 5 година које не похађа школу                                         | 1031     |
| 82  | Женско становништво од 3 до 5 година које не похађа школу                                        | 1083     |
| 83  | Становништво од 6 до 11 година које не похађа школу                                              | 284      |
| 84  | Мушко становништво од 6 до 11 година које не похађа школу                                        | 145      |
| 85  | Женско становништво од 6 до 11 година које не похађа школу                                       | 139      |
| 86  | Становништво од 12 до 14 година које не похађа школу                                             | 277      |
| 87  | Мушко становништво од 12 до 14 година које не похађа школу                                       | 145      |
| 88  | Женско становништво од 12 до 14 година које не похађа школу                                      | 132      |
| 89  | Становништво од 15 до 17 година похађа школу                                                     | 4789     |
| 90  | Мушко становништво од 15 до 17 година похађа школу                                               | 2356     |
| 91  | Женско становништво између 15 и 17 година живота у школи                                         | 2433     |
| 92  | Становништво од 18 до 24 године похађа школу                                                     | 6242     |
| 93  | Мушко становништво од 18 до 24 године похађа школу                                               | 3136     |
| 94  | Женско становништво од 18 до 24 године похађа школу                                              | 3106     |
| 95  | Становништво од 8 до 14 година које не може да чита и пише                                       | 264      |
| 96  | Мушко становништво старосног доба од 8 до 14 година које не може да чита и пише                  | 158      |
| 97  | Женско становништво старосног доби од 8 до 14 година које не може да чита и пише                 | 106      |
| 98  | Становништво од 15 година и више које је неписмено                                               | 3145     |
| 99  | Мушко становништво од 15 година и више које је неписмено                                         | 912      |
| 100 | Женско становништво од 15 година и више које је неписмено                                        | 2233     |
| 101 | Становништво старо 15 и више година без школовања                                                | 3408     |
| 102 | Мушко становништво старо 15 и више година без школовања                                          | 1044     |
| 103 | Женско становништво старо 15 и више година без школовања                                         | 2364     |
| 104 | Становништво старосног доба 15 и више година са непотпуним основним образовањем                  | 6509     |
| 105 | Мушко становништво старосног доба од 15 година и више са непотпуном основним образовањем         | 2510     |
| 106 | Женско становништво старосног доба 15 и више година са непотпуном основним образовањем           | 3999     |
| 107 | Становништво старо 15 и више година са комплетним основним образовањем                           | 12952    |
| 108 | Мушко становништво старо 15 година и више са комплетним основним образовањем                     | 5373     |
| 109 | Женско становништво старо 15 и више година са комплетним основним образовањем                    | 7579     |
| 110 | Становништво старосног доба 15 и више година са непотпуним средњим образовањем                   | 4182     |
| 111 | Мушко становништво старосног доба од 15 година и више са непотпуним средњим образовањем          | 2170     |
| 112 | Женско становништво старосног доба од 15 година и више са непотпуним средњим образовањем         | 2012     |
| 113 | Становништво старо 15 и више година са пуним секундарном образовањем                             | 15966    |
| 114 | Мушко становништво старосног доба од 15 година и више са пуним секундарном образовањем           | 7419     |
| 115 | Женско становништво старосног доба од 15 година и више са пуним секундарном образовањем          | 8547     |
| 116 | Становништво старије од 18 година са постосновним образовањем                                    | 45147    |
| 117 | Мушко становништво старије од 18 година са постосновним образовањем                              | 21120    |
| 118 | Женско становништво старије од 18 година са постосновним образовањем                             | 24027    |
| 119 | Просечна оцена школовања                                                                         | 10.36    |
| 120 | Просечан ниво образовања мушке популације                                                        | 10.7     |
| 121 | Просечан ниво образовања женског становништва                                                    | 10.09    |
| 122 | Економски активно становништво                                                                   | 50949    |
| 123 | Економски активна мушка популација                                                               | 29393    |
| 124 | Економски активна женска популација                                                              | 21556    |
| 125 | Становништво које није економски активно                                                         | 45640    |
| 126 | Мушко становништво које није економски активно                                                   | 14147    |
| 127 | Женско становништво које није економски активно                                                  | 31493    |
| 128 | Запослено становништво                                                                           | 48316    |
| 129 | Запослено мушко становништво                                                                     | 27522    |
| 130 | Запослено женско становништво                                                                    | 20794    |
| 131 | Незапослена популација                                                                           | 2633     |
| 132 | Незапослена мушка популација                                                                     | 1871     |
| 133 | Незапослена женска популација                                                                    | 762      |
| 134 | Становништво без права на здравствене услуге                                                     | 36645    |
| 135 | Становништво које има право на здравствене услуге                                                | 81865    |
| 136 | Становништво које има право на ИМСС                                                              | 56657    |
| 137 | Становништво које има право на социјално осигурање                                               | 8921     |
| 138 | Становништво које има право на државно социјално осигурање                                       | 97       |
| 139 | Становништво које има право на опште осигурање или здравствено осигурање за нову генерацију      | 13777    |
| 140 | Становништво које је било једном или није било у браку током 12 година и више                    | 35392    |
| 141 | Венчано или уједињено становништво од 12 година и више                                           | 48654    |
| 142 | Становништво које је било у браку или уједињено 12 година и више                                 | 12712    |
| 143 | Становништво са католичком религијом                                                             | 102498   |
| 144 | Протестанти, еванђелисти и библијски следбеници различити од еванђелиста                         | 12643    |
| 145 | Становништво са другим религијама различитим од претходних                                       | 123      |
| 146 | Становништво без религије                                                                        | 2840     |
| 147 | Укупно пописаних домаћинства                                                                     | 33274    |
| 148 | Пописна домаћинства на челу са мушкарцима                                                        | 22038    |
| 149 | Пописна домаћинства на челу са женама                                                            | 11236    |
| 150 | Становништво у пописним домаћинствима                                                            | 118300   |
| 151 | Становништво у пописним домаћинствима на челу са мушкарцима                                      | 83091    |
| 152 | Становништво у пописним домаћинствима на челу са женама                                          | 35209    |
| 153 | Укупно домаћинстава                                                                              | 39845    |
| 154 | Укупно насељених домаћинстава                                                                    | 33991    |
| 155 | Укупно приватних кућа                                                                            | 39128    |
| 156 | Насељени приватни домови                                                                         | 33274    |
| 157 | Укупно насељених приватних кућа                                                                  | 33970    |
| 158 | Ненасељене приватне куће                                                                         | 3830     |
| 159 | Појединачна домаћинства за привремену употребу                                                   | 2024     |
| 160 | Становници у насељеним приватним кућама                                                          | 118300   |
| 161 | Насељеност станара у приватним становима                                                         | 3.56     |
| 162 | Просечно становника по соби у приватним насељеним домаћинствима                                  | 0.86     |
| 163 | Појединачна домаћинства са подовима од различитих материјала од земље                            | 32700    |
| 164 | Појединачна домаћинства у приземљу                                                               | 469      |
| 165 | Појединачна домаћинства са једном спаваћом собом                                                 | 11489    |
| 166 | Појединачна домаћинства са две спаваће собе и више                                               | 21690    |
| 167 | Појединачна домаћинства са једним собом                                                          | 3390     |
| 168 | Појединачна домаћинства са две собе                                                              | 4122     |
| 169 | Појединачна домаћинства са 3 собе и више                                                         | 25651    |
| 170 | Појединачна домаћинства која имају електрично светло                                             | 33035    |
| 171 | Појединачна домаћинства која немају електрично светло                                            | 148      |
| 172 | Појединачна домаћинства која имају водоводну воду у стамбеном простору                           | 32801    |
| 173 | Појединачна домаћинства која немају водоводну воду у стамбеном простору                          | 360      |
| 174 | Појединачна домаћинства која имају тоалет                                                        | 33009    |
| 175 | Појединачна домаћинства која имају канализацију                                                  | 33037    |
| 176 | Појединачна домаћинства која немају канализацију                                                 | 125      |
| 177 | Појединачна домаћинства која имају електрично светло, довод воде из јавне мреже и канализацију   | 32583    |
| 178 | Појединачна домаћинства без икаквих услова                                                       | 300      |
| 179 | Појединачна домаћинства која имају радио                                                         | 27953    |
| 180 | Појединачна домаћинства која имају телевизор                                                     | 32091    |
| 181 | Појединачна домаћинства која имају фрижидер                                                      | 28803    |
| 182 | Појединачна домаћинства која имају машину за веш                                                 | 22676    |
| 183 | Појединачна домаћинства која имају аутомобил или комби                                           | 11909    |
| 184 | Појединачна домаћинства која имају рачунар                                                       | 13272    |
| 185 | Појединачна домаћинства која имају фиксну телефонску линију                                      | 17095    |
| 186 | Појединачна домаћинства која имају мобилни телефон                                               | 24821    |
| 187 | Појединачна домаћинства која имају приступ интернету                                             | 9933     |
| 188 | Величина локације                                                                                | 11       |